# Ренда (Латвия)
Ре́нда (латыш. Renda) — населённый пункт в Кулдигском крае Латвии. Административный центр Рендской волости. Находится на левом берегу реки Абава у региональной автодороги P120 (Талсы — Стенде — Кулдига). Расстояние до города Кулдига составляет около 24 км. По данным на 2015 год, в населённом пункте проживало 333 человека. Есть волостная администрация, средняя школа, дом культуры, библиотека, почта, лютеранская церковь (1786).

## История
Впервые упоминается в 1230 году. В XIX веке село являлось центром поместья Грос-Рённен.
В советское время населённый пункт был центром Рендского сельсовета Кулдигского района. В селе располагалась центральная усадьба колхоза «Ренда».